# Mouvement de protection de la constitution
 (septembre 2019).
Si vous disposez d'ouvrages ou d'articles de référence ou si vous connaissez des sites web de qualité traitant du thème abordé ici, merci de compléter l'article en donnant les références utiles à sa vérifiabilité et en les liant à la section « Notes et références ».

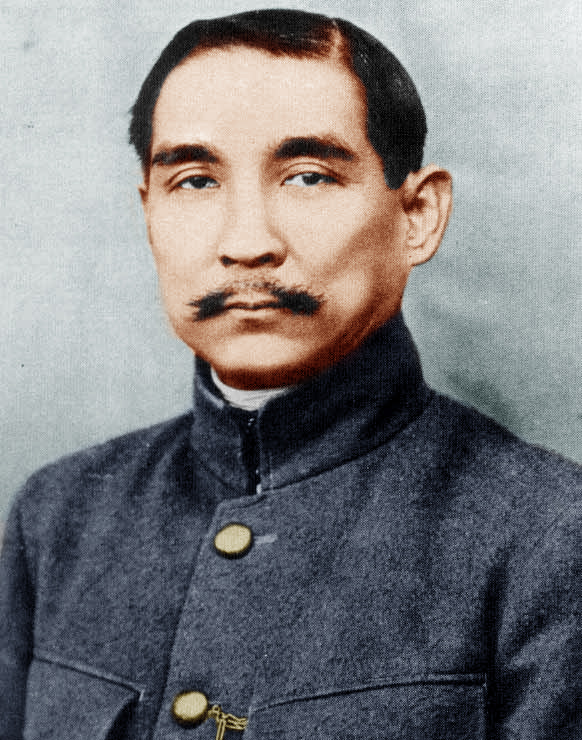
Sun Yat-sen, le principal dirigeant du mouvement, s'installe à Guangzhou en 1917 pour tenter d'y établir un gouvernement parlementaire et une constitution provisoire, dissous à Pékin.

Le mouvement de protection de la constitution (護法運動/护法运动) est une série d'actions menée par Sun Yat-sen contre le gouvernement de Beiyang de 1917 à 1922, et lors duquel Sun établi un autre gouvernement à Guangzhou. Le mouvement est appelé la « Troisième révolution » par le Kuomintang. La constitution qu'il prétend défendre fait référence à la constitution temporaire de la République de Chine.

## Contexte
Après la révolution chinoise de 1911, le nouveau gouvernement de la République de Chine, conformément à sa constitution provisoire, organise les premières élections parlementaires en février 1913, et l'Assemblée nationale est réunie pour la première fois le 8 avril. Le Kuomintang remporte la majorité des sièges, et Song Jiaoren est désigné pour former un cabinet. Il est assassiné par le président Yuan Shikai peu de temps après, ce qui incite le Kuomintang à appeler à une seconde révolution. Yuan Shikai réprime la résistance par la force, et force Sun Yat-sen et d'autres meneurs du Kuomintang à fuir vers le Japon.
Yuan Shikai dissout le parlement et abolit la constitution provisoire, tout en essayant de devenir empereur. Le 15 décembre, Cai E et d'autres associés lancent la guerre de protection de la nation contre Yuan Shikai et le force à abdiquer le 6 juin 1916.
Après la mort de Yuan Shikai, Li Yuanhong lui succède au poste de président. Duan Qirui est renommé Premier ministre, et l'ancien parlement est restauré. Cependant, Li et Duan se querellent très vite sur le fait de décider si la Chine doit ou non entrer dans la Première Guerre mondiale et déclarer la guerre à l'Allemagne. Duan insiste pour rejoindre le conflit tandis que Li et le parlement sont plus réticents sur le sujet. Li Yuanhong démet Duan de son poste et appelle au soutien de l'armée. Le général monarchiste Zhang Xun saisit l'occasion pour entrer en force dans Pékin. Il fait dissoudre le parlement et tente de restaurer Puyi et la dynastie Qing le 1er juillet (voir restauration mandchoue de 1917). La tentative est réprimée par Duan Qirui cinq jours plus tard. Li démissionne de la présidence et est remplacé par Feng Guozhang. Duan ré-établit le nouveau gouvernement et, avec Liang Qichao, convoque un nouveau sénat.

## Le premier mouvement de protection de la constitution
En juillet 1917, Sun Yat-sen arrive à Guangzhou depuis Shanghai, et contacte les membres originaux du parlement à Pékin par télégramme pour les inviter à le rejoindre et à établir un nouveau gouvernement. Le ministre de la Marine, Cheng Biguang, arrive à Guangzhou le 22 juillet avec neuf navires destinés à soutenir Sun Yat-sen.
Le 25 août, environ 100 des membres originaux du parlement assistent à une conférence à Guangzhou où ils adoptent une résolution établissant un gouvernement militaire pour protéger la constitution provisoire. Ce gouvernement militaire consiste en un généralissime et trois maréchaux. Le 1er septembre, 84 des 91 membres du parlement de Guangzhou élisent Sun Yat-sen comme généralissime. Ils choisissent les meneurs de la guerre de protection de la nation, Tang Jiyao de la clique du Yunnan et Lu Rongting de l'ancienne clique du Guangxi comme maréchaux, Wu Tingfang comme ministre des Affaires étrangères, Tang Shaoyi comme ministre des Finances (il s'abstient), Cheng Biguang comme ministre de la Marine, et Hu Hanmin comme ministre des Communications. Sun Yat-sen débute le 10 septembre, et nomme Li Liejun au poste de chef d'État-major, Li Fulin comme commandant de la garde, Xu Chongzhi comme officier d'État-major et Chen Jiongming comme commandant de la première armée.

### Guerre de protection de la constitution
Après l'établissement du gouvernement militaire de Guangzhou, le Nord et le Sud de la Chine se trouvent en confrontation. Parmi les partisans du gouvernement rebelle, les militants du Guangxi et du Yunnan sont majoritaires. Tan Yanxi, du Hunan, Zhao Tihuan et Cheng Chieng apportent également leur soutien au mouvement de protection de la constitution. Avec ceux de Lu Rongting et de l'armée du Guangxi, l'armée de protection de la constitution résiste à l'assaut de Duan Qirui en novembre. Duan démissionne pour cela de son poste de Premier ministre du Nord, laissant le poste à Feng Guozhang. Le Nord et le Sud sont temporairement en paix.
Pressé par la clique du Zhili et la clique d'Anhui, Feng Guozhang ordonne à Cao Kun d'attaquer de nouveau la province du Hunan en janvier et il défait l'armée de protection de la constitution en avril. Cependant, après avoir pris le contrôle du Hunan, le commandant du Zhili, Wu Peifu, stoppe son attaque du Guangdong et du Guangxi et fait un arrangement pacifique avec le Sud en juillet. Xu Shichang demande aussi des négociations de paix quand il arrive au poste de président en octobre, ce qui mène à la fin de la guerre.

### Réorganisation du gouvernement militaire
Hormis la marine, la garde du généralissime et les 20 bataillons de l'armée du Guangdong, Sun Yat-sen manque d'un réel soutien militaire de la part du gouvernement militaire de Guangzhou, et ses ordres se limitent souvent à son propre gouvernement. Sun a l'espoir qu'une mutinerie viendra renverser l'influence du Guangxi, et ordonne personnellement à la marine de faire feu sur le quartier-général du Guangxi. Fin 1917, Lu Rongting, Tang Jiyao, Mo Rongxin, Tang Shaoyi et d'autres assistent à une conférence où ils appellent à la reconnaissance de la présidence de Feng Guozhang et à la formation d'un gouvernement uni.
En 1918, Cheng Biguang s'aligne sur la clique du Guangxi, et est assassiné. La session extraordinaire du parlement est alors contrôlée par la clique, et est restructurée en mai 1918 en remplacement du bureau du généralissime avec un comité de sept exécutifs composé de Sun, Tang Shaoyi, Wu Tingfang, et Tang Jiyao d'un côté, et Lu Rongting, Cen Chunxuan, et Lin Baoyi de l'autre. Se sentant marginalisé, Sun Yat-sen quitte son poste de généralissime, et part de Guangzhou pour rejoindre Shanghai. Le gouvernement militaire de Guangzhou est maintenant dirigé par Cen Chunxuan, le chef de l'exécutif. L'élection de Wu Tingfang au poste de gouverneur du Guangdong est annulée par Lu Rongting. 
De février à août 1919, le Nord et le Sud négocient à Shanghai mais Duan fait tout pour bloquer le dialogue. Tous les députés qui ne se sont pas rendus à la session « extraordinaire » du Sud sont démis de leur poste et remplacés. Le parlement est ajourné par son président Lin Sen le 24 janvier 1920 lorsqu'une faction de députés boycottent l'assemblée, la privant de quorum. Le gouvernement du Sud étant placé sous l'influence de l'ancienne clique du Guangxi, le premier mouvement de protection de la constitution prend fin.

## Le second mouvement de protection de la constitution

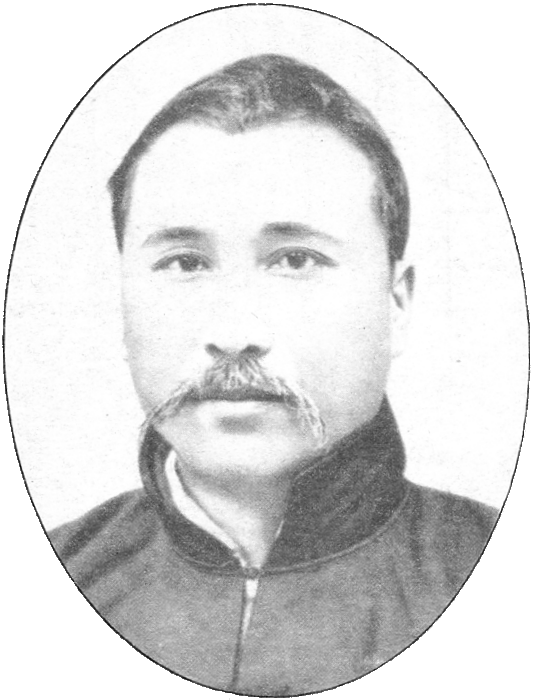
Chen Jiongming appelle à créer un gouvernement fédéraliste multipartisme et à une unification pacifiste de la Chine. Tout le contraire de Sun Yat-sen. Les deux hommes seront ainsi de grands rivaux dans la révolution chinoise.

À Shanghai, Sun ré-organise le Kuomintang pour purger le gouvernement du Sud de la junte du Guangxi. Le gouverneur militaire du Guangdong, Chen Jiongming, forme alors 20 bataillons du Fujian. En 1920, Duan et le parlement du Nord sont chassés après la guerre Zhili-Anhui. Lu et Cen utilisent ce prétexte pour étudier une possible unification avec la clique du Zhili. Le Kuomintang dénonce ces négociations secrètes et le parlement du Sud se déplace au Yunnan en août et au Sichuan de septembre à octobre. Des tensions apparaissent entre la clique du Yunnan et celle du Guangxi, ce qui permet à Chen de procéder à une invasion le 11 août lors des guerres Guangdong-Guangxi. Chen Jiongming expulse la clique du Guangxi de Guangzhou, ce qui autorise Sun à revenir au mois de novembre.
Le parlement revient à Guangzhou en janvier 1921. Des quatre exécutifs restants, Tang Jiyao est resté au Yunnan pour protéger sa province, Wu Tingfang est alité, et Tang Shaoyi s'est retiré de la politique. En avril 1921, l'assemblée nationale dissout le gouvernement militaire et élu Sun Yat-sen comme « président extraordinaire ». Mais le nouveau gouvernement de Guangzhou, privé de reconnaissance de l'étranger, est submergé de questions sur sa légitimité par rapport à la constitution qu'il prétend protéger. Pour Chen Jiongming, l'élection extraordinaire de Sun est une prise de pouvoir. Les relations ultérieurs se détériorent lorsque Chen invite des anarchistes, des communistes, et des fédéralistes dans le mouvement. Chen pense que cela ferait grossir leurs rangs, tandis que Sun pense que cela dilue son message.

### L'opposition de Chen Jiongming
Immédiatement après sa prise de poste en mai, Sun ordonne la mise en marche de l'Expédition du Nord pour forcer l'unification de la Chine. En été 1922, il établit personnellement ses quartiers-généraux à Shaoguan pour lancer l'expédition en coordination au Guangdong, au Yunnan, au Jiangxi, et au Hunan. L'action mène à un conflit avec Chen Jiongming qui demande une suspension de la lutte armée, mise en place d'abord au Guangdong. Pendant ce temps, la clique du Zhili démarre un mouvement national pour réunir les gouvernements du Nord et du Sud en forçant les deux présidents rivaux à démissionner en faveur de Li Yuanhong. En juin, le président du Nord, Xu Shichang, démissionne, et l'assemblée nationale est déplacée à Pékin. Pour Chen Jiongming, le but de la protection de la constitution est atteint, mais pour Sun le nouveau gouvernement est un écran de fumée pour masquer le rôle de Cao Kun. Le 16 juin, le palais présidentiel est incendié par les forces de Chen. Sun Yat-sen, Tchang Kai-shek, Chen Ce et les loyalistes sont escortés en navire jusqu'à Shanghai.

## Impact
Sun réalise que l'échec des deux mouvements vient du fait qu'ils se fondaient sur la force militaire des autres. Après la débâcle, il commence à penser que la révolution a besoin de sa propre armée. Avec l'aide de l'Union soviétique et l'alliance avec le Parti communiste chinois, il reprend les commandes du gouvernement de Guangzhou pour la troisième fois en 1923. Cependant, protéger le gouvernement provisoire n'est pas son but. Au lieu de cela, il souhaite construire une puissante base militaire en se basant sur l'académie de Huangpu et fonde un État à parti unique pour renverser les seigneurs de guerre. Ce sera le succès de l'Expédition du Nord qui mènera à la réunification de la Chine.
Les historiens reprochent aux mouvements leur dépendance aux tactiques de campagnes juridiques. La session extraordinaire de l'assemblée nationale manque d'un quorum. Depuis pratiquement les débuts du gouvernement militaire, aucun droit constitutionnel n'est mis en place. Il souffre de plus d'une absence de reconnaissance internationale. Il arrive à peine à maintenir son unité dans son sein, et revendique unilatéralement d'être le gouvernement légitime de toute la Chine. En créant simplement un gouvernement rival, l'intégrité de la République est mise en difficulté et ses conséquences sur les relations entre gouvernements régionaux se font sentir encore aujourd'hui.
Selon de récentes études, le premier gouvernement de 1917 est fondé par l'empire allemand avec un don de deux millions de dollars pour remercier Sun de son opposition à l'entrée de la Chine dans la Première Guerre mondiale. L'argent permet à Sun de corrompre la marine du Nord pour faire défection et de payer les salariés de l'assemblée nationale. Il l'utilise également pour acheter la loyauté du Sud-Ouest grâce au comportement mercenaire des seigneurs de guerre. Les relations avec les Allemands deviennent tendues après qu'il est révélé qu'ils auraient soutenu la restauration mandchoue de 1917 et que Sun ait refusé de coopérer dans la conspiration indo-allemande. Après l'arrestation des activistes du Kuomintang et la défaite de l'Allemagne, Sun déclare la guerre aux puissances centrales dans le vain espoir de gagner une reconnaissance internationale et un siège à la conférence de paix de Paris mais le siège est accordé au gouvernement de Beiyang. Après l'assassinat au Canada de Tang Hualong par un nationaliste, plusieurs branches étrangères du Kuomintang sont interdites. Sun Yat-sen se fonde alors sur le jeu et la vente d'opium pour payer son gouvernement qui manque d'esprit révolutionnaire pratique.